# سيان هيدر
سيان هيدر هي كاتبة ومخرجة أمريكية ولدت في 23 يونيو 1977.